# CG-3滑翔機
Waco CG-3是二戰期間服役於美國的軍用滑翔機。

## 發展
CG-3A是美國陸軍航空軍第一架量產的運兵滑翔機。航空軍最初訂購了300架CG-3A，但隨後200架被取消。英聯邦飛機公司製造的100架中，有幾架被用作CG-4A的教練機，但大多數仍儲存在倉庫中。
隨著新型的CG-4A15人座滑翔機出現，CG-3A變得過時。CG-3A沒有參與任何戰鬥，有幾架用於訓練任務。

## 型號
- XCG-3 :8人座的原型機，共1架，序號為 41-29617[3]
- CG-3A :9人座的量產版，共100架由英聯邦飛機公司（英语：Commonwealth Aircraft）建造[3]